# TSG Altenhagen-Heepen
Die TSG Altenhagen-Heepen (offiziell: Trainings- und Spielgemeinschaft Altenhagen-Heepen e. V.) ist ein Handballverein aus Bielefeld. Die Spielgemeinschaft zwischen dem TSV Altenhagen 03 und der SpVg Heepen besteht seit 1986. Zwischen 1993 und 2003 spielte der Verein, auch unter den Bezeichnungen TSG Bielefeld und HSG 02 Bielefeld, in der 2. Bundesliga Nord.
Von 2010 bis 2014, in der Saison 2021/22 und seit 2023 tritt die TSG in der 3. Liga an. 14 Mal nahm der Verein am DHB-Pokal teil und erreichte als größten Erfolg das Viertelfinale in der Saison 1998/99. Die Frauenmannschaft nahm einmal am DHB-Pokal teil. Heimspielstätte der TSG Altenhagen-Heepen ist die Sporthalle des Gymnasium Heepen. Zu Zweitligazeiten spielte die TSG in der Seidensticker Halle.

## Geschichte

### Die Stammvereine

#### TSV Altenhagen 03

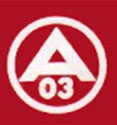
Logo des TSV Altenhagen 03

Der TSV Altenhagen 03 wurde am 10. Mai 1903 als Turnverein Altenhagen gegründet. Zunächst ein reiner Männerturnverein erhielt der TV im Jahre 1928 eine Handballabteilung. Nach dem Ende des Zweiten Weltkriegs wurde am 6. September 1945 der Turn- und Sportverein Altenhagen neu gegründet. Am 2. November 1950 wurde der Verein dann in TSV Altenhagen 03 umbenannt. Beim Feldhandball stiegen die Altenhagener im Jahre 1939 in die seinerzeit erstklassige Gauliga Westfalen auf und wurde prompt Vizemeister der Staffel I hinter dem TV Einigkeit Jöllenbeck. Nach Kriegsende erreichte der nunmehrige TSV im Jahre 1960 die seinerzeit erstklassige Oberliga Westfalen auf, mussten aber zwei Jahre später wieder absteigen. 1966 gelang der Wiederaufstieg in die nunmehr zweitklassige Oberliga, ehe 1973 der Aufstieg in die zwischenzeitlich eingeführte Regionalliga West gelang. In dieser Saison wurden die Altenhagener Meister der Nordgruppe und setzten sich in den Endspielen gegen den TuS Ferndorf durch. Da die Bundesliga im gleichen Jahr aufgelöst wurde blieben die TSV-Handballer Regionalligist.
In der Halle wurden die TSV-Handballer 1967 nach einer 6:7-Endspielniederlagen gegen den Schalksmühler TV westfälischer Vizemeister. Zwei Jahre später gehörten die Altenhagener zu den Gründungsmitgliedern der damals zweitklassigen Regionalliga West, aus der sie zwei Jahre später absteigen mussten. Ironischerweise war Platz sechs in der Abstiegssaison 1970/71 die beste Platzierung der Altenhagener Handballer in der Regionalliga. Der Wiederaufstieg gelang im Jahre 1976, ehe es drei Jahre später als Tabellenletzter erneut hinunter in die Oberliga Westfalen ging. Der TSV Altenhagen 03 brachte mit Manfred Horstkötter und Hartmut Kania zwei deutschen Nationalspieler hervor. Bei der Feldhandball-Weltmeisterschaft 1963 erreichte Horstkötter mit der deutschen Mannschaft den zweiten Platz. Helmut Bußmeyer und Martin Räber wurden Bundesligaspieler beim TBV Lemgo. Der ehemalige TSV-Torwart Hans Feuß wurde später Abgeordneter im Landtag Nordrhein-Westfalen.

#### SpVg Heepen

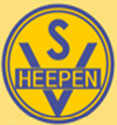
Logo der SpVg Heepen

Der Verein geht auf dem am 24. Juli 1894 gegründeten Turnverein Heepen, der im Jahre 1927 eine Handballabteilung ins Leben rief. Zwischenzeitlich wurde im Jahre 1904 der Arbeitersportverein Heepen gegründet, der Mitglied des Arbeiter-Turn- und Sportbundes war. Der Arbeitersportverein nahm später den Namen Jahn Heepen an, ehe der Verein nach der Machtübernahme der Nationalsozialisten 1933 verboten wurde. Sämtliche Vereine vor Ort wurden im Sportverein Heepen zusammengefasst. Nach Kriegsende wurde daraus am 16. August 1945 die Sportvereinigung Heepen.
Die Handballerinnen der SpVg Heepen stiegen im Jahre 1980 in die damals zweitklassige Regionalliga West auf und spielte bis zur Gründung der TSG in dieser Spielklasse, die ab 1985 nur noch drittklassig war. Größte Erfolge waren die dritten Plätze in den Spielzeiten 1980/81 und 1981/82. Im DHB-Pokal 1980/81 sorgten die Heeperinnen durch Siege über den Pulheimer SC und den VfL Engelskirchen für Furore und schieden erst im Viertelfinale mit 13:20 beim VfL Oldenburg aus. Die Männer stiegen 1981 in die Oberliga Westfalen auf und trafen dort auf den späteren Fusionspartner Altenhagen. Nach nur einer Saison stiegen die Heeper allerdings wieder ab. Mit Diethard von Boenigk brachte die SpVg Heepen einen späteren Bundesligaspieler hervor.

#### Fusion
Bereits im Jahre 1980 verhandelten beide Vereine über eine Fusion der jeweiligen Handballabteilungen. Allerdings lehnten die Mitglieder der Altenhagener Handballer einen Zusammenschluss ab. Im Jahre 1986 wurde ein neuer Anlauf gestartet, doch auch dieses Mal gab es auf Altenhagener Seite große Vorbehalte. Schließlich konnten sich die Vorstände auf die Fusion einigen, die auf Heeper Seite bei nur drei Gegenstimmen mit großer Mehrheit befürwortet wurde. Auch die Mitglieder TSV Altenhagen gaben ihre Zustimmung, allerdings votierten 40,6 Prozent gegen die Fusion.

### TSG Altenhagen-Heepen

#### Nach der Fusion (1986 bis 2002)
Nach der Fusion zur TSG Altenhagen-Heepen wurde die Männermannschaft in der Saison 1988/89 nur aufgrund der schlechteren Tordifferenz gegenüber dem TSC Eintracht Dortmund Vizemeister. Zwei Jahre später gelang dann als Meister der Aufstieg in die Regionalliga West, wo die TSG prompt Vizemeister der Nordgruppe hinter der Spvg Versmold wurde. Nach einer erfolgreichen Meisterrunde trafen die Altenhagener in den Endspielen erneut auf die Versmolder, die das Hinspiel in eigener Halle mit 23:17 gewannen. Altenhagen-Heepen siegte im Rückspiel zwar mit 18:14, jedoch ging der Meistertitel aufgrund der mehr erzielten Tore nach Versmold. Ein Jahr später erreichten die Bielefelder nur mit etwas Glück die Meisterrunde um dann erneut in das Endspiel einzuziehen. Dort setzte sich die Mannschaft von Trainer Wolfgang Herz mit 17:16 auswärts und 21:15 in eigener Halle gegen den TV Vallendar durch und stieg als erste Mannschaft der Stadt in die 2. Bundesliga auf. Mehr als 15.000 Zuschauer sahen die vier Heimspiele der Aufstiegsrunde.
Die mit dem DDR-Rekordnationalspieler Frank-Michael Wahl verstärkte TSG startete mit einem 20:19-Sieg gegen die zweite Mannschaft der SG Flensburg-Handewitt. Am Saisonende wurde der Klassenerhalt als Tabellenzwölfter geschafft. Ab 1994 nannte sich der Verein TSG Bielefeld und stieß im DHB-Pokal 1994/95 ins Achtelfinale vor, wo die TSG mit 22:23 gegen den Bundesligisten THW Kiel verlor. In der 2. Bundesliga erreichte die Mannschaft in der Saison 1995/96 Platz sechs. Drei Jahre später wurde die TSG erneut Sechster und spielte die erfolgreichste Pokalsaison. Über die Stationen TSV Altenholz, SG Hameln, ThSV Eisenach und SG Solingen stießen die Bielefelder ins Viertelfinale vor, wo die TSG beim TBV Lemgo mit 25:34 unterlag. In den folgenden Jahren stagnierte der Verein und kam in der 2. Bundesliga nicht mehr über den Abstiegskampf hinaus. Hauptgrund waren finanzielle Probleme, für dessen Behebung der Abteilungsleiter Jörg Zillies ein Sanierungskonzept entwickelte. Im DHB-Pokal 1999/2000 erreichten die Bielefelder das Achtelfinale, wo sie beim VfL Bad Schwartau unterlagen.

#### Gescheiterte HSG, Niedergang, Aufstieg (2002 bis 2010)
Im Sommer 2002 fusionierte der Verein mit dem TuS 97 Bielefeld-Jöllenbeck zur HSG 02 Bielefeld. Der TuS 97 entstand im Jahre 1997 durch die Fusion der Handballabteilungen des TuS Jöllenbeck und des SC 04/26 Bielefeld und war in der Regionalliga die zweite Kraft im Bielefelder Handball. Im Jahre 1998 scheiterten die Jöllenbecker selber knapp am Aufstieg in die 2. Bundesliga. Doch die HSG 02 Bielefeld war kein Erfolg. Gleich in der ersten Saison 2002/03 stieg die von Martin Räber trainierte Mannschaft als Tabellenletzter aus der 2. Bundesliga ab. In der folgenden Regionalligasaison 2003/04 konnte nur mit großer Mühe der Klassenerhalt gesichert werden. Aufgrund interner Querelen verließ der TuS 97 die Spielgemeinschaft wieder und übernahm den Platz der zweiten Mannschaft in der Verbandsliga.
Die restliche HSG 02 Bielefeld stieg in der folgenden Saison 2004/05 in die Oberliga Westfalen ab. Hoffnung machte die männliche A-Jugend, die im gleichen Jahr Westdeutscher Meister wurde und erst im Viertelfinale um die deutsche Meisterschaft am späteren Meister SG Wallau/Massenheim scheiterte. Zur erfolgreichen Mannschaft gehörte Malte Schröder, der später Bundesligaspieler beim TBV Lemgo, TuS N-Lübbecke und MT Melsungen wurde. Die HSG 02 Bielefeld nahm derweil wieder den Namen TSG Altenhagen-Heepen an und traf ab 2006 wieder auf den einstigen Fusionspartner TuS 97 Bielefeld-Jöllenbeck. Nach einer Vizemeisterschaft im Jahre 2008 hinter dem TuS Ferndorf gelang ein Jahr später unter Trainer Helmut Bußmeyer der Wiederaufstieg in die Regionalliga West. Ziel in der neuen Saison war die Qualifikation für die neu geschaffene 3. Liga, für die der zehnte Platz erreicht werden musste. Als Tabellenfünfter wurde die Qualifikation deutlich geschafft.

#### Gegenwart (seit 2010)
In der Auftaktsaison 2010/11 wurde die TSG Tabellendritter hinter dem TuS Ferndorf und dem TuS Wermelskirchen. Doch die Mannschaft konnte in den folgenden Jahren nicht mehr an diesen Erfolg anknüpfen und stieg in der Saison 2013/14 als abgeschlagener Tabellenletzter wieder in die Oberliga Westfalen ab. Dort wurde die Mannschaft in der Saison 2017/18 Vizemeister hinter dem TuS Spenge. Das direkte Duell im November 2017 fand vor 3400 Zuschauern in der Seidensticker Halle statt. Damit wurde ein deutscher Oberliga-Rekord aufgestellt, der erst im Dezember 2019 gebrochen wurde, als 5021 Zuschauer das Spiel zwischen dem MTV Braunschweig und dem MTV Vorsfelde sahen. Ein Jahr wurde die TSG erneut Vizemeister, dieses Mal hinter LiT Tribe Germania. Ebenfalls 2019 wurden die Altenhagener Westfalenpokalsieger und nahmen am DHB-Amateur-Pokal 2019 teil. Nach einem 31:19 über den FC St. Pauli in der ersten Runde folgte das Aus im Viertelfinale mit 31:36 gegen den ATSV Habenhausen.
In die Saison 2020/21 startete die TSG mit 6:0 Punkten, ehe die Saison wegen der andauernden COVID-19-Pandemie abgebrochen wurde. Nach einer Entscheidung des Handball-Verbands Westfalen wurde die TSG Altenhagen-Heepen zum Aufsteiger in die 3. Liga ernannt. Aus der 3. Liga stieg der Verein nach der Spielzeit 2021/22 wieder ab. Nach einem Jahr kehrte die Männermannschaft wieder in die Drittklassigkeit zurück.

## Statistik

### Erfolge
- Aufstieg in die 2. Bundesliga: 1993
- Meister der Oberliga Westfalen: 1991, 2009, 2023
- Viertelfinale im DHB-Pokal: 1998/99
- Westfalenpokalsieger: 2019
- Westdeutscher Meister der A-Junioren: 2005

### Saisonbilanzen Herren
Grün unterlegte Platzierungen kennzeichnen einen Aufstieg, rot unterlegte einen Abstieg.
| Saisonbilanzen 1986 bis 2006 |                             |       |       |        |
| Spielzeit                    | Liga                        | Level | Platz | Punkte |
| 1986/87                      | Oberliga Westfalen          | IV    | 07.   | 28:24  |
| 1987/88                      | Oberliga Westfalen          | IV    | 08.   | 21:27  |
| 1988/89                      | Oberliga Westfalen          | IV    | 02.   | 39:13  |
| 1989/90                      | Oberliga Westfalen          | IV    | 03.   | 25:23  |
| 1990/91                      | Oberliga Westfalen          | IV    | 01.   | 44:08  |
| 1991/92                      | Regionalliga West, Gr. Nord | III   | 02.   | 32:12  |
| 1992/93                      | Regionalliga West, Gr. Nord | III   | 04.   | 27:17  |
| 1993/94                      | 2. Bundesliga Nord          | II    | 12.   | 26:42  |
| 1994/95                      | 2. Bundesliga Nord          | II    | 08.   | 35:33  |
| 1995/96                      | 2. Bundesliga Nord          | II    | 06.   | 35:33  |
| 1996/97                      | 2. Bundesliga Nord          | II    | 11.   | 29:39  |
| 1997/98                      | 2. Bundesliga Nord          | II    | 12.   | 30:38  |
| 1998/99                      | 2. Bundesliga Nord          | II    | 06.   | 39:29  |
| 1999/2000                    | 2. Bundesliga Nord          | II    | 12.   | 26:38  |
| 2000/01                      | 2. Bundesliga Nord          | II    | 13.   | 24:40  |
| 2001/02                      | 2. Bundesliga Nord          | II    | 16.   | 24:48  |
| 2002/03                      | 2. Bundesliga Nord          | II    | 18.   | 15:53  |
| 2003/04                      | Regionalliga Nord           | III   | 13.   | 22:38  |
| 2004/05                      | Regionalliga West           | III   | 15.   | 21:39  |
| 2005/06                      | Oberliga Westfalen          | IV    | 03.   | 35:17  |

| Saisonbilanzen seit 2006 |                    |       |            |            |
| Spielzeit                | Liga               | Level | Platz      | Punkte     |
| 2006/07                  | Oberliga Westfalen | IV    | 04.        | 31:21      |
| 2007/08                  | Oberliga Westfalen | IV    | 02.        | 42:10      |
| 2008/09                  | Oberliga Westfalen | IV    | 01.        | 52:04      |
| 2009/10                  | Regionalliga West  | III   | 05.        | 37:23      |
| 2010/11                  | 3. Liga West       | III   | 03.        | 43:17      |
| 2011/12                  | 3. Liga West       | III   | 13.        | 24:36      |
| 2012/13                  | 3. Liga West       | III   | 12.        | 19:37      |
| 2013/14                  | 3. Liga West       | III   | 16.        | 10:50      |
| 2014/15                  | Oberliga Westfalen | IV    | 04.        | 32:20      |
| 2015/16                  | Oberliga Westfalen | IV    | 06.        | 29:23      |
| 2016/17                  | Oberliga Westfalen | IV    | 07.        | 28:24      |
| 2017/18                  | Oberliga Westfalen | IV    | 02.        | 40:12      |
| 2018/19                  | Oberliga Westfalen | IV    | 02.        | 40:12      |
| 2019/20                  | Oberliga Westfalen | IV    | 03.        | 30:06      |
| 2020/21                  | Oberliga Westfalen | IV    | annulliert | annulliert |
| 2021/22                  | 3. Liga, Staffel B | III   | 08.        | 17:27      |
| 2021/22                  | Abstiegsrunde      | III   | 03.        | 10:10      |
| 2022/23                  | Oberliga Westfalen | IV    | 01.        | 61:03      |
| 2023/24                  | 3. Liga NordWest   | III   | 08.        | 25:35      |
| 2024/25                  | 3. Liga NordWest   | III   | 03.        | 45:15      |

### Spiele im DHB-Pokal
Grün unterlegte Ergebnisse kennzeichnen einen Sieg der TSG Altenhagen-Heepen, rot unterlegte eine Niederlage.
| Saison  | Runde         | Partie                    | Ergebnis    |
| ------- | ------------- | ------------------------- | ----------- |
| 1992/93 | 1. Runde      | TSG – HG 85 Köthen        | x:0 A       |
| 1992/93 | 2. Runde      | TSG – TSV GWD Minden      | 18:21       |
| 1994/95 | 1. Runde      | Freilos                   | –:–         |
| 1994/95 | 2. Runde      | TSG – TUSEM Essen         | 22:23       |
| 1995/96 | 1. Runde      | Freilos                   | –:–         |
| 1995/96 | 2. Runde      | TV Grambke-Bremen – TSG   | 17:23       |
| 1995/96 | 3. Runde      | TSG – VfL Eintracht Hagen | 26:21       |
| 1995/96 | Achtelfinale  | TSG – THW Kiel            | 22:23       |
| 1996/97 | 1. Runde      | TSG – TSV Altenholz       | 20:21 n. V. |
| 1997/98 | 1. Runde      | TV Schwitten 08 – TSG     | 16:21       |
| 1997/98 | 2. Runde      | Stralsunder HV – TSG      | 21:19       |
| 1998/99 | 1. Runde      | TSV Altenholz – TSG       | 28:30       |
| 1998/99 | 2. Runde      | TSG – VfL Hameln          | 23:22       |
| 1998/99 | 3. Runde      | TSG – ThSV Eisenach       | 25:22       |
| 1998/99 | Achtelfinale  | TSG – SG Solingen         | 21:19       |
| 1998/99 | Viertelfinale | TBV Lemgo – TSG           | 34:25       |
| 1999/00 | 1. Runde      | TSG – Stralsunder HV      | 32:17       |
| 1999/00 | 2. Runde      | TSG – TuS Nettelstedt     | 28:27       |

| Saison  | Runde        | Partie                          | Ergebnis    |
| ------- | ------------ | ------------------------------- | ----------- |
| 1999/00 | 3. Runde     | TSG – Dessauer HV               | 27:22       |
| 1999/00 | Achtelfinale | VfL Bad Schwartau – TSG         | 38:18       |
| 2000/01 | 1. Runde     | ATSV Stockelsdorf – TSG         | 23:29       |
| 2000/01 | 2. Runde     | MTV Braunschweig – TSG          | 19:28       |
| 2000/01 | 3. Runde     | TSG – TuS Nettelstedt           | 23:28       |
| 2001/02 | 1. Runde     | TSG – VfL Fredenbeck            | 20:19       |
| 2001/02 | 2. Runde     | TSG – HSG Tarp-Wanderup         | 32:24       |
| 2001/02 | 3. Runde     | TSG – SG Solingen               | 23:25       |
| 2002/03 | 1. Runde     | TSG – 1. SV Concordia Delitzsch | 37:36 n. V. |
| 2002/03 | 2. Runde     | TSG – TV Angermund              | X:0 B       |
| 2002/03 | 3. Runde     | TSG – TV Grambke-Bremen         | 31:26       |
| 2002/03 | 4. Runde     | SG Achim/Baden – TSG            | 35:30       |
| 2003/04 | 1. Runde     | TSG – Eintracht Hildesheim      | 28:25       |
| 2003/04 | 2. Runde     | HC Empor Rostock – TSG          | 33:26       |
| 2006/07 | 1. Runde     | TSG – HSG Niestetal/Staufenberg | 52:25       |
| 2006/07 | 2. Runde     | TSG – SV Post Schwerin          | 25:27       |
| 2010/11 | 1. Runde     | TSG – VfL Bad Schwartau         | 28:31 n. V. |
| 2011/12 | 1. Runde     | TSG – Füchse Berlin II          | 31:36       |

## Persönlichkeiten

### Spieler
- Jens Bechtloff
- Frank von Behren
- Diethard von Boenigk
- Karsten Börsting
- Michael Boy
- Kai Brink
- Jens Buhrmester
- Helmut Bußmeyer
- Alexej Demerza
- Stefan Dessin
- Dennis Doden
- Nils Dresrüsse
- Alexander Engelhardt
- Tobias Fröbel
- Peter Gerfen
- Norbert Gregorz
- Sascha Grote
- Bruno Gudelj
- Tony Hedin
- Marius Kastening
- Hans-Jörg Klindt
- Guido Klöpper
- Andreas Köckeritz
- Maximilian Kroll
- Stanislaw Kulintschenko
- Pierre Limberg
- Arne Niemeyer
- Robert Nijdam
- Maximilian Nowatzki
- Thomas Oehme
- Henrik Ortmann
- Christoph Radke
- Heiko Ruwe
- Malte Schröder
- Mike Schulz
- Maximilian Schüttemeyer
- Jörg Spreitzer
- Marco Steffen
- Richard Sundberg
- Frank-Michael Wahl
- Igor Wassiljew
- Pascal Welge
- Hajo Wulff

### Trainer
- Leif Anton
- Vitomir Arsenijević
- Diethard von Boenigk
- Michael Boy
- Helmut Bußmeyer
- Jörg Harke
- Stephan Just
- Danilo Loncović
- Niels Pfannenschmidt
- Martin Räber
- Marco Stange

### Funktionäre
- Martin Räber
- Jörg Zillies

## Spielstätten

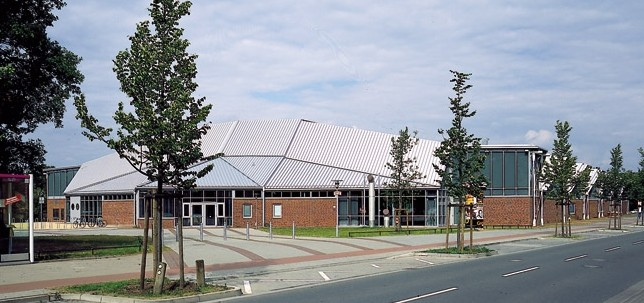
Die Seidensticker Halle

Die Heimspiele der TSG Altenhagen-Heepen werden in der Sporthalle des Gymnasiums Heepen am Alten Postweg ausgetragen. Die Halle hat eine Kapazität von ca. 800 Plätzen und wird von den Anhängern der TSG liebevoll als „Heeper Dom“ bezeichnet. Darüber hinaus nutzt der Verein die Sporthalle der Grundschule Altenhagen. Zwischen 1993 und 2003 wurden die Heimspiele der TSG in der 2. Bundesliga in der innerstädtischen Seidensticker Halle ausgetragen, welche ein Fassungsvermögen von ca. 5500 Zuschauern besitzt. Eine Rekordzuschauerzahl ist nicht bekannt. Seit dem Abstieg aus der 2. Bundesliga weicht der Verein gelegentlich für zuschauerträchtige Derbys in die Seidensticker Halle aus.

## Weitere Mannschaften

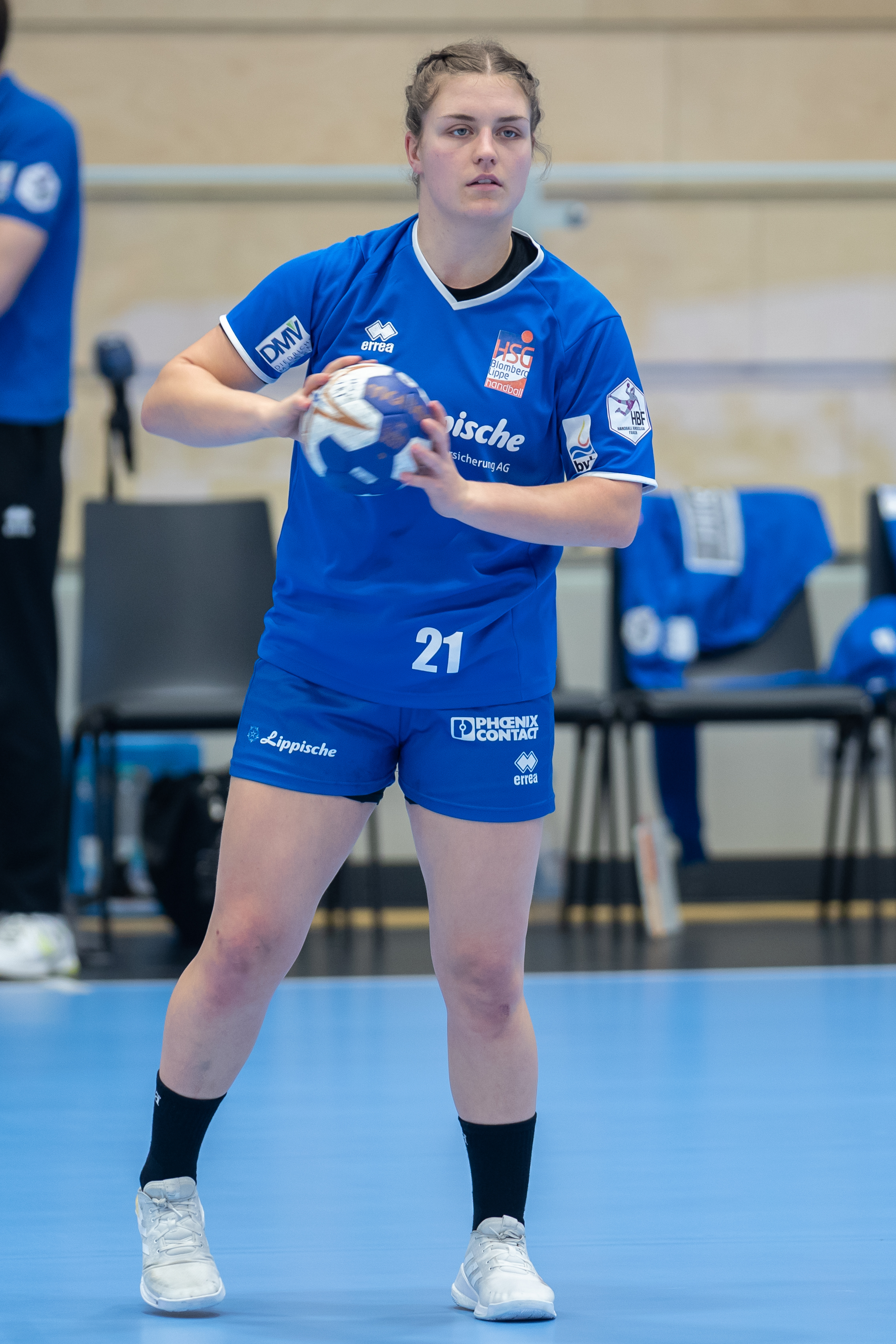
Nele Franz

### Frauenmannschaft
Die erste Frauenmannschaft der TSG übernahm bei der Gründung der TSG 1986 den Platz der SpVg Heepen in der seinerzeit drittklassigen Regionalliga West. In der Saison 1986/87 nahmen die TSG-Frauen am DHB-Pokal der Frauen teil und unterlagen in der ersten Runde Eintracht Hildesheim auswärts mit 13:25. Während der Saison 1990/91 wurde die Mannschaft allerdings aus der laufenden Saison zurückgezogen. Im Jahre 2016 stieg die Mannschaft in die Bezirksliga ab. Mit Nele Franz brachte die TSG Altenhagen-Heepen eine deutsche Nationalspielerin hervor.

### Weitere Mannschaften
Die zweite Herrenmannschaft der TSG spielt in der Saison 2023/2024 in der Verbandsliga Westfalen, während die dritte Mannschaft in der Bezirksliga und die vierte in der Kreisliga A antritt. Die zweite Frauenmannschaft spielt in der Kreisliga. Darüber hinaus stellt der Verein sieben Jungen- und fünf Mädchenmannschaften im Jugendbereich.

### Nachwuchs
Für den größten Erfolg im Nachwuchsbereich sorgte im Jahre 2005 die männliche A-Jugend, die die Westdeutsche Meisterschaft gewinnen konnte. Damit qualifizierte sich das Team für die Deutsche Meisterschaft, wo die TSG bereits in der ersten Runde mit 24:29 an der SG Wallau/Massenheim scheiterte. Aus der Mannschaft schaffte Malte Schröder den Sprung in die Bundesliga.